# Никифоров, Юрий Валерьевич
Ю́рий Вале́рьевич Ники́форов (укр. Юрій Валерійович Никифоров; род. 16 сентября 1970, Одесса, Украинская ССР, СССР) — советский, украинский и российский футболист и тренер.

## Биография

### Карьера в клубах
Дебют Никифорова в чемпионатах СССР состоялся 30 июня 1988 года в Москве в матче против столичного «Локомотива», на 59-й минуте он заменил своего старшего брата Александра Никифорова, выступая за одесский «Черноморец».
Вскоре был призван в армию и отправлен «служить» в дубль киевского «Динамо». За два года «службы» в чемпионате СССР на поле не выходил, но зато дебютировал в конце 1989 года в еврокубках — выходил на поле в играх против чешского «Баника» и итальянской «Фиорентины».
По окончании армейской службы вернулся в «Черноморец», где футболиста также стали использовать на месте защитника. В сезонах 1990 и 1991 годов стал столпом обороны одесситов, сыграл 47 матчей, забил 2 мяча. После распада СССР играл в чемпионате Украины.
Осенью 1992 года с помощью агента Сергея Юрана побывал на стажировке в английском «Лидсе». Проведя 2 матча за резервный состав команды, Никифоров понял, что английский футбол ему не подходит. Вместе с этим в это же время в Англии находился главный тренер московского «Спартака» Олег Романцев, который изучал будущего соперника по еврокубкам клуб «Ливерпуль». В разговоре по телефону он пригласил Никифорова перейти в «Спартак», что тот и сделал в начале 1993 года, после окончания контракта с «Черноморцем».
Поначалу Никифоров выступал в дубле «Спартака». Связано это было ещё и с тем, что игрок был заигран за «Черноморец» в Кубке Кубков 1992/93 и не имел возможности помочь новому клубу в весенней части турнира. Твердым игроком основы стал после неудачных игр против «Антверпена», когда часть игроков «Спартака» на время попала в психологическую яму, а другая часть была травмирована. В дебютном сезоне за «Спартак» провел 23 игры в чемпионате России, мячей не забивал.
В 1996 году перешёл из «Спартака» в испанский «Спортинг» (Хихон), затем играл в Голландии (ПСВ, «Валвейк») и Японии («Урава Ред Даймондс»).
Объявил о завершении игровой карьеры в январе 2005 года.

#### Стиль игры
Универсальный игрок, за свою карьеру выступал на разных позициях на поле — от нападающего до защитника.
Эксперты выделяли способность Никифорова наносить мощные удары по воротам.

Атлетически сложенный, умело действующий позиционно, являлся стержневым игроком обороны. Силен внезапными подключениями к атакам, владеет мощным ударом с правой ноги, часто реализует штрафные удары. — Виктор Хохлюк, «Sport.ua»
После завершения карьеры поселился в испанском городе Хихон. Некоторое время работал в агентской фирме, занимался бизнесом, играл за ветеранов местного «Спортинга».

### Карьера в сборных

#### СССР
В 1987 году, отчасти благодаря игре 17-летнего Никифорова, которому аплодировал Пеле, юношеская сборная СССР стала чемпионом мира по футболу среди юниоров. Никифоров на том турнире стал лучшим бомбардиром турнира (5 голов в 6 матчах). ФИФА приз лучшего бомбардира вручил игроку сборной Кот-д’Ивуарa — Мусса Траоре. Через год в составе сборной СССР стал чемпионом Европы среди юниоров.
Вызывался в олимпийскую сборную СССР. Перед одним из матчей заболел его партнер по динамовскому дублю Сергей Заец и тренер сборной Владимир Сальков попросил Никифорова сыграть в обороне. Поскольку в той игре сборная не пропустила, дебют был признан удачным и впоследствии в сборной он продолжал играть на месте последнего защитника.

#### Украина
За сборную Украины сыграл 3 игры.
Дебютировал 29 апреля 1992 года в товарищеском матче со сборной Венгрии (1:3). Это был первый матч в истории сборной Украины. Перед матчем Юрию, как действующему на тот момент капитану базового клуба национальной сборной — одесского «Черноморца», было предложено вывести команду на игру с капитанской повязкой. Однако Никифоров отказался, заявив, что одно дело клуб, другое — сборная.
Последний матч за сборную Украины провёл 26 августа 1992 года против сборной Венгрии (1:2), заменив на 60-й минуте Юрия Дудника.
| Матчи в составе сборной Украины по футболу | Матчи в составе сборной Украины по футболу | Матчи в составе сборной Украины по футболу | Матчи в составе сборной Украины по футболу | Матчи в составе сборной Украины по футболу | Матчи в составе сборной Украины по футболу | Матчи в составе сборной Украины по футболу | Матчи в составе сборной Украины по футболу | Матчи в составе сборной Украины по футболу | Матчи в составе сборной Украины по футболу | Матчи в составе сборной Украины по футболу | Матчи в составе сборной Украины по футболу | Матчи в составе сборной Украины по футболу |
| N                                          | №                                          | Дата                                       | Место                                      | Турнир                                     | Соперник                                   | Счёт                                       | Мин.                                       | Замены                                     | Наказания                                  | Клуб                                       |                                            |                                            |
| ------------------------------------------ | ------------------------------------------ | ------------------------------------------ | ------------------------------------------ | ------------------------------------------ | ------------------------------------------ | ------------------------------------------ | ------------------------------------------ | ------------------------------------------ | ------------------------------------------ | ------------------------------------------ | ------------------------------------------ | ------------------------------------------ |
| 1                                          | 1                                          | 29.04.1992                                 | Украина, Ужгород, «Авангард»               | Товарищеский матч                          | Венгрия                                    | 1:3                                        | 90                                         |                                            |                                            | Черноморец                                 |                                            |                                            |
| 2                                          | 2                                          | 27.06.1992                                 | США, Пискатауэй, «Ратгерс Стэдиум»         | Товарищеский матч                          | США                                        | 0:0                                        | 90                                         |                                            |                                            | Черноморец                                 |                                            |                                            |
| 3                                          | 3                                          | 26.08.1992                                 | Венгрия, Ньиредьхаза, «Городской»          | Товарищеский матч                          | Венгрия                                    | 1:2                                        | 31                                         | 60'                                        |                                            | Черноморец                                 |                                            |                                            |
| Итого:                                     | Итого:                                     | Итого:                                     | 3 игры; +0 =1 −2; голы 2:5 (−3)            | 3 игры; +0 =1 −2; голы 2:5 (−3)            | 3 игры; +0 =1 −2; голы 2:5 (−3)            | 3 игры; +0 =1 −2; голы 2:5 (−3)            |                                            | 211 мин.                                   | 211 мин.                                   |                                            |                                            |                                            |

#### Россия
После переезда в Россию принял решение выступать за российскую сборную по футболу. Дебютировал в сборной 8 сентября 1993 года в отборочной игре к чемпионату мира по футболу 1994 против сборной Венгрии. На 20-й минуте матча стал автором автогола, из-за которого венгры сравняли счет в игре. Однако это было всего лишь неудачным моментом в его игре, а в целом зарекомендовал себя как надежный защитник. Сборная в итоге победила 3:1, а Никифоров начал получать регулярные вызовы в сборную.
Один из футболистов сборной России, чья подпись стояла под «Письмом четырнадцати».
В 2005 году был игроком сборной России по пляжному футболу.

### Тренерская карьера
В январе 2014 года проходил обучение в Высшей школе тренеров, после чего работал в павлодарском «Иртыше».
Позже помогал Дмитрию Хохлову в «Кубани», к которому присоединился и в работе с «Динамо-2», а также с молодежным составом «Динамо». 7 октября 2017 года вошел в тренерский штаб Хохлова после назначения его главным тренером основной команды «Динамо».
12 августа 2022 года вошёл в тренерский штаб сборной России в качестве ассистента главного тренера Валерия Карпина.

## Личная жизнь
Племянник футболиста и тренера Юрия Заболотного. Жена украинка, старшая дочь родились в Одессе, младшая в Москве; обе — гражданки России и подданные Нидерландов.
После ухода из московского «Динамо» с конца 2019 года стал проживать в Хихоне.

## Достижения

### Командные
- Серебряный призёр Чемпион Европы среди юниоров (до 17): 1987
- Чемпион мира среди юниоров (до 16): 1987
- Чемпион Европы среди юниоров (до 19): 1988
- Обладатель кубка Украины: 1992
- Чемпион России: 1993, 1994, 1996
- Обладатель Кубка чемпионов Содружества: 1993
- Обладатель Кубка России: 1994
- Бронзовый призёр чемпионата России: 1995
- Чемпион Нидерландов: 1999/00, 2000/01
- Обладатель Суперкубка Нидерландов: 1998, 2000, 2001
- Обладатель Кубка японской лиги: 2003

### Личные
- В списке 33 лучших футболистов сезона в СССР: № 2 — 1991
- В списке 33 лучших футболистов сезона в России (3): № 1 — 1993, 1994, 1995
- В списках лучших футболистов УССР[укр.]: 1991 — № 2
- В списках лучших футболистов Украины[укр.]: 1992 — № 1
- Победитель хит-парада «Девятка» программы «Футбольный клуб» (лучший гол): 1995